# Клинтон (Оклахома)
Клинтон (енгл. Clinton) град је у америчкој савезној држави Оклахома.

## Демографија
По попису из 2010. године број становника је 9.033, што је 200 (2,3%) становника више него 2000. године.
| Група             | 2000.         | 2010.         |
| Белци             | 5.796 (65,6%) | 5.189 (57,4%) |
| Афроамериканци    | 514 (5,8%)    | 464 (5,1%)    |
| Азијати           | 69 (0,8%)     | 71 (0,8%)     |
| Хиспаноамериканци | 1.677 (19,0%) | 2.512 (27,8%) |
| Укупно            | 8.833         | 9.033         |